# Boss CH-1 Super Chorus
Boss CH-1 Super Chorus är en effektpedal för gitarr, tillverkad av Roland Corporation under varumärket Boss från 1989. Effektpedalen tillverkas i Taiwan. Pedalen är även populär bland keyboardspelare.

## Historia
Boss CH-1 Super Chorus är en vidareutveckling av både Boss CE-1 Chorus Ensemble och Boss CE-2 Chorus, och har utökats med en tonkontroll (EQ) för att kunna producera unika chorusljud, både mjuka och hårda.

Boss CH-1 Super Chorus har även stereoutgångar för att kunna skapa ett brett spektrum av effekten.

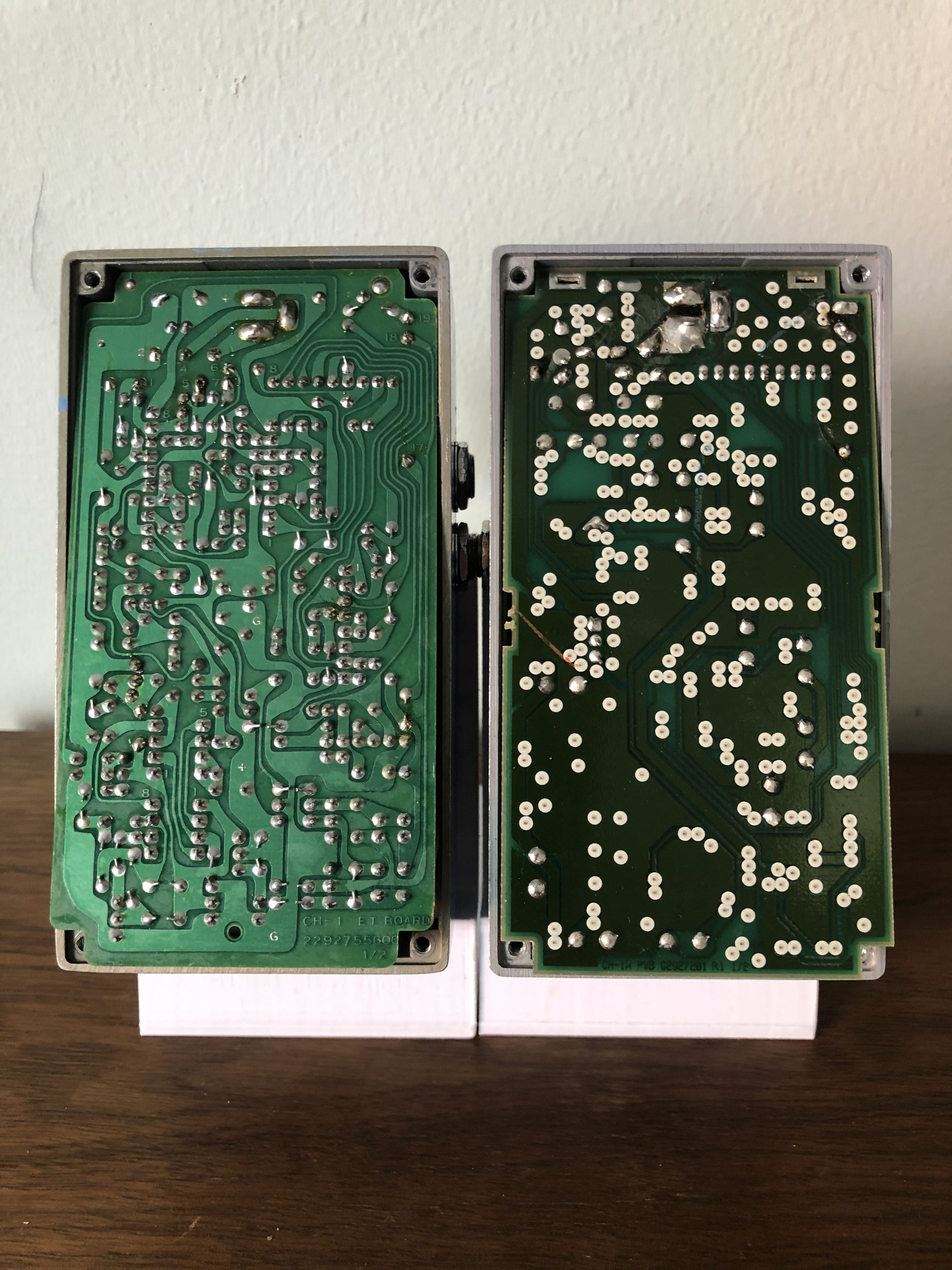
Bild på de två olika versionerna som visar skillnaden på kretskorten.

### Analog till digital
Tillsammans med Boss CE-5 Chorus Ensemble genomgick Boss CH-1 Super Chorus omfattande designändringar i oktober 2001. Det innebar att alla pedaler med modellbeteckningen CH-1 tillverkade efter denna tid använder digitala kretsar och ytmonterade komponenter medan den äldre versionen använder sig av den analoga integrerade kretsen MN3007 BBD.